# 世界自転車選手権競技大会男子ロードレース歴代優勝者
世界自転車選手権競技大会男子ロードレース歴代優勝者（せかいじてんしゃせんしゅけんきょうぎたいかいだんしろーどれーすれきだいゆうしょうしゃ）は1927年以降行われている世界選手権自転車競技大会ロードレースの男子の歴代優勝者並びに3位までの入賞者を一覧にしたものである。

なお、女子種目については、

## 個人ロードレース
| 年                                               | 開催地                               | 優勝者                          | 2位                              | 3位                            |
| ------------------------------------------------ | ------------------------------------ | ------------------------------- | -------------------------------- | ------------------------------ |
| 1927                                             | ニュルブルクリンク                   | アルフレッド・ビンダ            | コスタンテ・ジラルデンゴ         | ドメニコ・ピエモンテージ       |
| 1928                                             | ブダペスト                           | ジョルジュ・ロンセ              | ヘルベルト・ネーベ               | ブルーノ・ヴォルケ             |
| 1929                                             | チューリッヒ                         | ジョルジュ・ロンセ(2)           | ニコラ・フランツ                 | アルフレッド・ビンダ           |
| 1930                                             | リエージュ                           | アルフレッド・ビンダ(2)         | レアルコ・グエラ                 | ジョルジュ・ロンセ             |
| 1931                                             | コペンハーゲン                       | レアルコ・グエラ                | フェルディナン・ル・ドロゴ       | アルベルト・ビュヒ             |
| 1932                                             | ローマ                               | アルフレッド・ビンダ(3)         | レモ・ベルトーニ                 | ニコラ・フランツ               |
| 1933                                             | モンレリ                             | ジョルジュ・スペシェ            | アントナン・マーニュ             | マリニュス・バレンタイン       |
| 1934                                             | ライプツィヒ                         | カレル・カールス                | レアルコ・グエラ                 | ギュスタヴ・ダンネールス       |
| 1935                                             | フローレフ                           | ジャン・アールツ                | ルシアノ・モンテロ               | ギュスタヴ・ダンネールス       |
| 1936                                             | ベルン                               | アントナン・マーニュ            | アルド・ビーニ                   | テオ・ミデルカンプ             |
| 1937                                             | コペンハーゲン                       | エロワ・ムランベール            | エミール・キェヴスキー           | ポール・エグリ                 |
| 1938                                             | ファルケンブルフ・アン・デ・フール   | マルセル・キント                | ポール・エグリ                   | レオ・アンベルク               |
| 1939年～45年までは第二次世界大戦のため開催されず |                                      |                                 |                                  |                                |
| 1946                                             | チューリッヒ                         | ハンス・クネヒト                | マルセル・キント                 | リック・バンステーンベルヘン   |
| 1947                                             | ランス                               | テオ・ミデルカンプ              | アルベール・セルキュ             | セフ・ヤンセン                 |
| 1948                                             | ファルケンブルフ・アン・デ・フール   | ブリック・ショット              | アポ・ラザリデ                   | ルシアン・テセーレ             |
| 1949                                             | コペンハーゲン                       | リック・バンステーンベルヘン    | フェルディナント・キュプラー     | ファウスト・コッピ             |
| 1950                                             | モールスレーデ                       | ブリック・ショット(2)           | テオ・ミデルカンプ               | フェルディナント・キュプラー   |
| 1951                                             | ヴァレーゼ                           | フェルディナント・キュプラー    | フィオレンツォ・マーニ           | アントニオ・ベヴィラクア       |
| 1952                                             | ルクセンブルク市                     | ハインツ・ミュラー              | ゴットフリード・ヴァイレンマン   | ルートヴィヒ・ヘルマン         |
| 1953                                             | ルガーノ                             | ファウスト・コッピ              | ヘルマン・デライク               | スタン・オッカー               |
| 1954                                             | ゾーリンゲン                         | ルイゾン・ボベ                  | フリッツ・シェール               | シャルリー・ゴール             |
| 1955                                             | フラスカーティ                       | スタン・オッカー                | ジャンピエール・シュミッツ       | ヘルマン・デライク             |
| 1956                                             | コペンハーゲン                       | リック・バンステーンベルヘン(2) | リック・ファン・ローイ           | ヘリット・スヒュルト           |
| 1957                                             | ワレヘム                             | リック・バンステーンベルヘン(3) | ルイゾン・ボベ                   | アンドレ・ダリガード           |
| 1958                                             | ランス                               | エルコーレ・バルディーニ        | ルイゾン・ボベ                   | アンドレ・ダリガード           |
| 1959                                             | ザントフォールト                     | アンドレ・ダリガード            | ミケーレ・ジスモンディ           | ノエル・フォレ                 |
| 1960                                             | カール＝マルクス＝シュタット         | リック・ファン・ローイ          | アンドレ・ダリガード             | ピノ・チェラーミ               |
| 1961                                             | ベルン                               | リック・ファン・ローイ(2)       | ニーノ・デフィリッピス           | レイモン・プリドール           |
| 1962                                             | サロ                                 | ジャン・スタブリンスキ          | シーマス・エリオット             | ヨー・フーヴェナールス         |
| 1963                                             | ロンセ                               | ブノニ・ブエイ                  | リック・ファン・ローイ           | ヨー・デハーン                 |
| 1964                                             | サランシュ                           | ヤン・ヤンセン                  | ヴィットリオ・アドルニ           | レイモン・プリドール           |
| 1965                                             | サン・セバスティアン                 | トム・シンプソン                | ルディ・アルティヒ               | ロジェ・スヴェール             |
| 1966                                             | ニュルブルクリンク                   | ルディ・アルティヒ              | ジャック・アンクティル           | レイモン・プリドール           |
| 1967                                             | ヘーレン                             | エディ・メルクス                | ヤン・ヤンセン                   | ラモン・サエス                 |
| 1968                                             | イーモラ                             | ヴィットリオ・アドルニ          | ヘルマン・バンスプリンゲル       | ミケーレ・ダンチェッリ         |
| 1969                                             | ゾルダー                             | ハーム・オッテンブロス          | ジュリアン・ステーヴンス         | ミケーレ・ダンチェッリ         |
| 1970                                             | レスター                             | ジャンピエール・モンセレ        | ライフ・モルテンセン             | フェリーチェ・ジモンディ       |
| 1971                                             | メンドリジオ                         | エディ・メルクス(2)             | フェリーチェ・ジモンディ         | シリユ・ギマール               |
| 1972                                             | ギャップ                             | マリーノ・バッソ                | フランコ・ビトッシ               | シリユ・ギマール               |
| 1973                                             | バルセロナ                           | フェリーチェ・ジモンディ        | フレディ・マルテンス             | ルイス・オカーニャ             |
| 1974                                             | モントリオール                       | エディ・メルクス(3)             | レイモン・プリドール             | マリアーノ・マルチネス         |
| 1975                                             | イヴォワール                         | ハニー・クイパー                | ロジェ・デフラミンク             | ジャンピエール・ダンギローム   |
| 1976                                             | オストゥーニ                         | フレディ・マルテンス            | フランチェスコ・モゼール         | コンスタンティーノ・コンティ   |
| 1977                                             | サンクリストバル                     | フランチェスコ・モゼール        | ディートリヒ・テュラウ           | フランコ・ビトッシ             |
| 1978                                             | ニュルブルクリンク                   | ヘリー・クネットマン            | フランチェスコ・モゼール         | ヨルゲン・マルクセン           |
| 1979                                             | ファルケンブルフ・アーン・ド・フール | ヤン・ラース                    | ディートリヒ・テュラウ           | ジャンルネ・ベルノードー       |
| 1980                                             | サランシュ                           | ベルナール・イノー              | ジャンバッティスタ・バロンケッリ | フアン・フェルナンデス         |
| 1981                                             | プラハ                               | フレディ・マルテンス(2)         | ジュゼッペ・サロンニ             | ベルナール・イノー             |
| 1982                                             | グッドウッド                         | ジュゼッペ・サローニ            | グレッグ・レモン                 | ショーン・ケリー               |
| 1983                                             | アルテンライン                       | グレッグ・レモン                | アドリ・ファンデルプール         | ステファン・ロッシュ           |
| 1984                                             | バルセロナ                           | クロード・クリケリオン          | クラウディオ・コンティ           | スティーヴ・バウアー           |
| 1985                                             | モンテッロ                           | ヨープ・ズートメルク            | グレッグ・レモン                 | モレノ・アルジェンティン       |
| 1986                                             | コロラドスプリングス                 | モレノ・アルジェンティン        | シャーリー・モテ                 | ジュゼッペ・サローニ           |
| 1987                                             | フィラッハ                           | ステファン・ロッシュ            | モレノ・アルゼンティン           | フアン・フェルナンデス         |
| 1988                                             | ロンセ                               | マウリツィオ・フォンドリエスト  | マーシャル・ガヤン               | フアン・フェルナンデス         |
| 1989                                             | シャンベリ                           | グレッグ・レモン(2)             | ディミトリ・コニシェフ           | ショーン・ケリー               |
| 1990                                             | 宇都宮                               | ルディー・ダーネンス            | ディルク・デヴォルフ             | ジャンニ・ブーニョ             |
| 1991                                             | シュトゥットガルト                   | ジャンニ・ブーニョ              | スティーブン・ルークス           | ミゲル・インドゥライン         |
| 1992                                             | ベニドルム                           | ジャンニ・ブーニョ(2)           | ローラン・ジャラベール           | ディミトリ・コニシェフ         |
| 1993                                             | オスロ                               | ランス・アームストロング        | ミゲル・インドゥライン           | オラフ・ルードヴィッヒ         |
| 1994                                             | アグリジェント                       | リュク・ルブラン                | クラウディオ・キアプッチ         | リシャール・ビランク           |
| 1995                                             | ドゥイタマ                           | アブラハム・オラーノ            | ミゲル・インドゥライン           | マルコ・パンターニ             |
| 1996                                             | ルガーノ                             | ヨハン・ムセウ                  | マウロ・ジャネッティ             | ミケーレ・バルトリ             |
| 1997                                             | サン・セバスティアン                 | ローラン・ブロシャール          | ボー・アンバーガー               | レオン・ファンボン             |
| 1998                                             | ファルケンブルフ・アンデフール       | オスカル・カーメンツィント      | ペーター・ヴァンペテヘム         | ミケーレ・バルトリ             |
| 1999                                             | ヴェローナ                           | オスカル・フレイレ              | マルクス・ツベルク               | ジャンシリル・ロバン           |
| 2000                                             | プルエー                             | ロマンス・ヴァインシュタインス  | ズビグニエフ・スプルチュ         | オスカル・フレイレ             |
| 2001                                             | リスボン                             | オスカル・フレイレ(2)           | パオロ・ベッティーニ             | アンドレイ・ハウプトマン       |
| 2002                                             | ゾルダー / ハッセルト                | マリオ・チポリーニ              | ロビー・マキュアン               | エリック・ツァベル             |
| 2003                                             | ハミルトン                           | イゴール・アスタルロア          | アレハンドロ・バルベルデ         | ペーター・ヴァンペテヘム       |
| 2004                                             | ヴェローナ                           | オスカル・フレイレ(3)           | エリック・ツァベル               | ルカ・パオリーニ               |
| 2005                                             | マドリッド                           | トム・ボーネン                  | アレハンドロ・バルベルデ         | アントニー・ジェラン           |
| 2006                                             | ザルツブルク                         | パオロ・ベッティーニ            | エリック・ツァベル               | アレハンドロ・バルベルデ       |
| 2007                                             | シュトゥットガルト                   | パオロ・ベッティーニ(2)         | アレクサンドル・コロブネフ       | シュテファン・シューマッハー   |
| 2008                                             | ヴァレーゼ                           | アレッサンドロ・バッラン        | ダミアーノ・クネゴ               | マティ・ブレシェル             |
| 2009                                             | メンドリジオ                         | カデル・エヴァンス              | アレクサンドル・コロブネフ       | ホアキン・ロドリゲス           |
| 2010                                             | メルボルン / ジーロング              | トル・フースホフト              | マティ・ブレシェル               | アラン・デイヴィス             |
| 2011                                             | コペンハーゲン                       | マーク・カヴェンディッシュ      | マシュー・ゴス                   | アンドレ・グライペル           |
| 2012                                             | リンブルフ                           | フィリップ・ジルベール          | エドヴァルド・ボアソン・ハーゲン | アレハンドロ・バルベルデ       |
| 2013                                             | フィレンツェ                         | ルイ・コスタ                    | ホアキン・ロドリゲス             | アレハンドロ・バルベルデ       |
| 2014                                             | ポンフェラーダ                       | ミハウ・クフャトコフスキ        | サイモン・ジェラン               | アレハンドロ・バルベルデ       |
| 2015                                             | リッチモンド                         | ペーター・サガン                | マイケル・マシューズ             | ラムーナス・ナヴァルダウスカス |
| 2016                                             | ドーハ                               | ペーター・サガン(2)             | マーク・カヴェンディッシュ       | トム・ボーネン                 |
| 2017                                             | ベルゲン                             | ペーター・サガン(3)             | アレクサンダー・クリストフ       | マイケル・マシューズ           |
| 2018                                             | インスブルック                       | アレハンドロ・バルベルデ        | ロマン・バルデ                   | マイケル・ウッズ               |
| 2019                                             | ハロゲイト                           | マッズ・ペデルセン              | マッテオ・トレンティン           | シュテファン・キュング         |
| 2020                                             | イーモラ                             | ジュリアン・アラフィリップ      | ワウト・ファン・アールト         | マルク・ヒルシ                 |
| 2021                                             | フランドル                           | ジュリアン・アラフィリップ(2)   | ディラン・ファンバーレ           | ミカエル・ヴァルグレン         |
| 2022                                             | ウロンゴン                           | レムコ・エヴェネプール          | クリストフ・ラポルト             | マイケル・マシューズ           |
| 2023                                             | グラスゴー                           | マチュー・ファン・デル・プール  | ワウト・ファン・アールト         | タデイ・ポガチャル             |
| 2024                                             | チューリッヒ                         | タデイ・ポガチャル              | ベン・オコナー                   | マチュー・ファン・デル・プール |

1992年まではプロ種目。1993年以降はエリート種目。

## 個人タイムトライアル
| 年   | 開催地                             | 優勝者                        | 2位                        | 3位                                    |
| ---- | ---------------------------------- | ----------------------------- | -------------------------- | -------------------------------------- |
| 1994 | カターニア                         | クリス・ボードマン            | アンドレア・チュラート     | ヤン・ウルリッヒ                       |
| 1995 | ドゥイタマ                         | ミゲル・インドゥライン        | アブラハム・オラーノ       | ウーヴェ・ペシェル                     |
| 1996 | ルガーノ                           | アレックス・ツェーレ          | クリス・ボードマン         | トニー・ロミンゲル                     |
| 1997 | サン・セバスティアン               | ローラン・ジャラベール        | セルゲイ・ゴンチャール     | クリス・ボードマン                     |
| 1998 | ファルケンブルフ・アン・デ・フール | アブラハム・オラーノ          | メルチョル・マウリ         | セルゲイ・ゴンチャール                 |
| 1999 | トレヴィーゾ                       | ヤン・ウルリッヒ              | ミカエル・アンデルソン     | クリス・ボードマン                     |
| 2000 | プルエー                           | セルゲイ・ゴンチャール        | ミヒャエル・リッヒ         | ラスロ・ボドロギ                       |
| 2001 | リスボン                           | ヤン・ウルリッヒ(2)           | デヴィッド・ミラー         | サンティアゴ・ボテーロ                 |
| 2002 | ゾルダー/ハッセルト                | サンティアゴ・ボテーロ        | ミヒャエル・リッヒ         | イゴール・ゴンザレス・デ・ガルデアーノ |
| 2003 | ハミルトン                         | マイケル・ロジャース※         | ウーヴェ・ペシェル         | ミヒャエル・リッヒ                     |
| 2004 | バルドリーノ                       | マイケル・ロジャース(2)       | ミカエル・リッヒ           | アレクサンドル・ヴィノクロフ           |
| 2005 | マドリード                         | マイケル・ロジャース(3)       | ホセ・イバン・グティエレス | ファビアン・カンチェラーラ             |
| 2006 | ザルツブルク                       | ファビアン・カンチェラーラ    | デビッド・ザブリンスキー   | アレクサンドル・ヴィノクロフ           |
| 2007 | シュトゥットガルト                 | ファビアン・カンチェラーラ(2) | ラスロ・ボドロギ           | ステフ・クレメント                     |
| 2008 | ヴァレーゼ                         | ベルト・グラプシュ            | スヴェイン・タフト         | デビッド・ザブリンスキー               |
| 2009 | メンドリジオ                       | ファビアン・カンチェラーラ(3) | グスタフ・ラーション       | トニー・マルティン                     |
| 2010 | メルボルン / ジーロング            | ファビアン・カンチェラーラ(4) | デヴィッド・ミラー         | トニー・マルティン                     |
| 2011 | コペンハーゲン                     | トニー・マルティン            | ブラッドリー・ウィギンス   | ファビアン・カンチェラーラ             |
| 2012 | リンブルフ                         | トニー・マルティン(2)         | テイラー・フィニー         | ヴァシル・キリエンカ                   |
| 2013 | フィレンツェ                       | トニー・マルティン(3)         | ブラッドリー・ウィギンス   | ファビアン・カンチェラーラ             |
| 2014 | ポンフェラーダ                     | ブラッドリー・ウィギンス      | トニー・マルティン         | トム・デュムラン                       |
| 2015 | リッチモンド                       | ヴァシル・キリエンカ          | アドリアーノ・マローリ     | ジェローム・コペル                     |
| 2016 | ドーハ                             | トニー・マルティン(4)         | ヴァシル・キリエンカ       | ホナタン・カストロビエホ               |
| 2017 | ベルゲン                           | トム・デュムラン              | プリモシュ・ログリッチ     | クリス・フルーム                       |
| 2018 | インスブルック                     | ローハン・デニス              | トム・デュムラン           | ヴィクトール・カンペナールツ           |
| 2019 | ハロゲイト                         | ローハン・デニス(2)           | レムコ・イヴェネプール     | フィリッポ・ガンナ                     |
| 2020 | イーモラ                           | フィリッポ・ガンナ            | ワウト・ファン・アールト   | シュテファン・キュング                 |
| 2021 | フランドル                         | フィリッポ・ガンナ(2)         | ワウト・ファン・アールト   | レムコ・イヴェネプール                 |
| 2022 | ウロンゴン                         | トビアス・フォス              | シュテファン・キュング     | レムコ・エヴェネプール                 |
| 2023 | グラスゴー                         | レムコ・エヴェネプール        | フィリッポ・ガンナ         | ジョシュア・ターリング                 |
| 2024 | チューリッヒ                       | レムコ・エヴェネプール        | フィリッポ・ガンナ         | エドアルド・アッフィーニ               |

※2003年については、当初イギリスのデヴィッド・ミラーが1位だったが、後日、禁止薬物であるエリスロポエチンの使用を自ら認めたため、当初は2位だったマイケル・ロジャースが繰り上がって優勝となった。

## チームタイムトライアル
| 年                 | 開催地         | 優勝者                              | 2位                            | 3位                              |
| ------------------ | -------------- | ----------------------------------- | ------------------------------ | -------------------------------- |
| 2012               | リンブルフ     | オメガファーマ・クイックステップ    | BMC・レーシングチーム          | オリカ・グリーンエッジ           |
| 2013               | フィレンツェ   | オメガファーマ・クイックステップ(2) | オリカ・グリーンエッジ         | スカイ・プロサイクリング         |
| 2014               | ポンフェラーダ | BMC・レーシングチーム               | オリカ・グリーンエッジ         | オメガファーマ・クイックステップ |
| 2015               | リッチモンド   | BMC・レーシングチーム(2)            | エティックス・クイックステップ | モビスター・チーム               |
| 2016               | ドーハ         | エティックス・クイックステップ(3)   | BMC・レーシングチーム          | オリカ・バイクエクスチェンジ     |
| 2017               | ベルゲン       | チーム・サンウェブ                  | BMC・レーシングチーム          | チームスカイ                     |
| 2018               | インスブルック | クイックステップ・フロアーズ(4)     | チーム・サンウェブ             | BMC・レーシングチーム            |
| 2019年以降、未開催 |                |                                     |                                |                                  |

## チームタイムトライアル混合リレー
| 年   | 開催地       | 優勝者         | 2位      | 3位            |
| ---- | ------------ | -------------- | -------- | -------------- |
| 2019 | ヨークシャー | オランダ       | ドイツ   | イギリス       |
| 2020 | イーモラ     | 未開催         | 未開催   | 未開催         |
| 2021 | フランドル   | ドイツ         | オランダ | イタリア       |
| 2022 | ウロンゴン   | スイス         | イタリア | オーストラリア |
| 2023 | グラスゴー   | スイス         | フランス | ドイツ         |
| 2024 | チューリッヒ | オーストラリア | ドイツ   | イタリア       |